# Българка (Казахстан)
Вижте пояснителната страница за други значения на Българка.
Българка (на руски: Болгарка, на казахски: Болгарка) е село, разположено в Алгински район, Актобенска област, Казахстан. Населението му през 2009 година е 480 души, предимно българи.

## История
Селото е основано 1908 година от бесарабски българи (гагаузи). През първите години от заселването е създадено и училище, в началото като църковно. През 2008 година в селото се открива българско основно училище, година след откриването му български език не се изучава, няма учители от България и учебници.

## Население
През 1999 година населението на селото е 992 души (470 мъже и 452 жени). През 2009 година населението му е 480 души (237 мъже и 243 жени).